# Растед, Сёрен
Сёрен Нюстрём Растед (дат. Søren Nystrøm Rasted; род. 13 июня 1969, Бловстрёд, Дания) — датский продюсер и певец.

## Aqua
Сёрен Растед — участник датско-норвежской pop-dance группы Aqua, хорошо известной своими хитами Barbie Girl, Doctor Jones, Turn Back Time, Cartoon Heroes, My Oh My, Roses are Red, Lollipop и Around The World. Сёрен и его соучастник группы Claus Norreen написали и спродюсировали два альбома их группы Aqua — Aquarium и Aquarius. Aqua образовалась в 1995 году и просуществовала до 2001 года. Великое воссоединение произошло на пресс-конференции в конце 2007 года. Группа продала более чем 28 миллионов пластинок по всему миру и попала в книгу рекордов Гиннеса как группа, чьи первых три сингла попали на первые строчки британских чартов. Сёрен получил более 140 золотых и платиновых альбомов, включая награды как лучший сочинитель/продюсер песен.

## Продюсирование
В 2002 году Сёрен продюсировал различные датские проекты, включая Sort Sol — Holler High and Golden Wonder; Sanne Salomonsen — Teardrops. Оба — #1 синглы. В 2003 году он сочинил и спродюсировал альбом Jon (Победитель датского Popstar), ставший # 1 по продажам в Дании. С 2005 года Сёрен начал сотрудничать с его старым приятелем Claus Norreen и вместе с Thomas Troelsen и Jan Eliasson построил студию на севере Копенгагена (The Lobby). Сёрен спродюсировал 3 различных проекта на настоящий момент, первый из которых выходит в ноябре 2006 г. Также является негласным продюсером шотландской рок-группы Franz Ferdinand.

## Lazyboy
В 2004 году Сёрен создал свой первый сольный проект — «Lazyboy». Первый сингл с него Facts Of Life был большим радиохитом в большинстве стран Европы. Альбом LazyboyTV был переведен на 5 языков и выпущен в 15 странах. Underwear Goes Inside The Pants был вторым синглом и попал в топ 10 в Австралии и в течение двух недель был наиболее часто загружаемым треком на плееры iTunes в США. Lazyboy был издан в Великобритании в 2006 году, но с измененным названием LazyB из-за судебного процесса. Сёрен также срежиссировал и смонтировал все видео для альбома LazyboyTV, а также был номинирован на датскую Грэмми.

## Семья
Сёрен женился на вокалистке Aqua Лене Нюстрём. В 2004 году у них родилась дочь Индия, а в 2006 году сын Билли. 
В 2017 году пара развелась после 16 лет брака.